# Arvid Hjortzberg
Arvid Olof Hjortzberg, född 28 maj 1825 i Stockholm, död 1909, var en svensk ingenjör och akvarellmålare. Han var son till Johan Gustaf Hjortzberg (1788—1839) och Anna Sophia Krook och växte upp i Stockholm.
Arvid Hjortzberg utbildade sig till järnvägsingenjör i Storbritannien. Efter återkomst till Sverige anställdes han vid det nybildade Stockholms gasverk, där han senare blev överingenjör. Han flyttade till Linköping 1880 med åtta barn och arbetade för Linköpings gasverk. Han hade akvarellmåleri som hobby.
Arvid Hjortzberg var i första äktenskapet gift med Sophia Christina Stangenberg (1820–1858),  som dog i barnsängsfeber 1858. Därefter var han från 1860 till 1878 i två äktenskap gift med  Henrietta Lyon (1841-1880). Paret fick tio barn, däribland Olle Hjortzberg och Ernst Hjortzberg.